# Aceratium doggrellii
Aceratium doggrellii là một loài thực vật có hoa trong họ Côm. Loài này được C.T.White mô tả khoa học đầu tiên năm 1932.